# 公子素
公子素（?—?），是中国春秋时期郑国的公子。陈鱣认为他是郑庄公的儿子。前660年，狄人灭卫国，杀卫懿公。兵锋至黄河。高克贪污，郑文公想惩罚他，让他驻守黄河。狄人走后，不召回高克。高克之军日久自乱，高克流亡陈国。公子素作《郑风·清人》讽刺郑文公的做法危国亡师。